# Сезамин
Сезамин — это лигнан, выделенный из коры растений зантоксилума и из кунжутного масла. Он использовался в качестве диетической добавки для снижения уровня жира. Его основным метаболитом является энтеролактон, период полувыведения которого составляет менее 6 часов. Сезамин и сезамолин являются второстепенными компонентами кунжутного масла, в среднем составляя всего 0,14 % от массы масла.